# Witchcliffe
Witchcliffe is een plaats in de regio South West in West-Australië. In 2021 telde Witchcliffe 484 inwoners.

## Geschiedenis
De oorspronkelijke bewoners van de streek waren de Nyungah Aborigines van de Wardandi dialectgroep.
In de jaren 1850 vestigden leden van de familie Bussell zich in de streek en noemden hun eigendom Wallcliffe House. In de streek liggen veel grotten. In 1900 vermeldde een landmeter het bestaan van een Witchcliffe Cave.
In de jaren 1920 werd de streek bevolkt middels het Group Settlement Scheme. In december 1923 verkregen John Stewart en John Flinders Pilgrim van WA Jarrah Forests Ltd de toelating om een houtzaagmolen op te starten om de hout te produceren voor de bouw van huizen voor de Group Settlements in de streek. De houtzagerij werd midden in de jarrahbossen gebouwd in de omgeving van Group Settlement 72. De nederzetting werd ook wel Walgine of East Witchcliffe genoemd. De houtzagerij noemde men Pilgrim's Mill. De houtzagerij stelde 85 tot 100 mensen te werk. Er werd een pension, een gemeenschapszaal, een winkel, een twintigtal huizen en een vijftiental arbeiderskwartieren gebouwd.
In 1924 werd een smalspoor met houten spoorstaven gelegd tot aan de WAGR-spoorweg van Busselton naar Flinders Bay. Men wilde de spooraansluiting eerst Newralingup noemen maar er werd uiteindelijk voor Narawary gekozen. Er was echter eerder al een postkantoor opgericht dat Witchcliffe was genoemd en in februari 1925 werd de naam van de spooraansluiting daarom veranderd naar Witchcliffe. In 1926 werden kavels opgemeten en te koop aangeboden in de omgeving van de spooraansluiting en werd Witchcliffe officieel gesticht.
In 1929 ging WA Jarrah Forests Ltd failliet en werd overgenomen door Adelaide Timber Co. De houtzagerij werd nu East Witchcliffe Mill genoemd. In 1957 werd de spoorweg tussen Busselton en Flinders Bay uit dienst genomen. De houtzagerij schakelde van stoom over op elektriciteit in 1960. Ze brandde op 27 juli 1972 af. Er werd een nieuwe houtzagerij gebouwd die in april 1974 in bedrijf ging. Op het einde van de 20e eeuw werd de houtzagerij door Worsley Timber Co overgenomen. De operaties werden in 2004 stopgezet.
In januari 2019 is Sustainable Settlements Pty Ltd met de bouw van Witchcliffe Ecovillage van start gegaan.

## Toerisme
Witchcliffe is een klein dorpje met een aantal oude gebouwen waaronder Witchcliffe Hall, Darnell’s Store en de CWA Hall, en enkele souvenirwinkeltjes.
Er bevinden zich vier nationale parken binnen een radius van 10 km rondom Witchcliffe: Leeuwin-Naturaliste, Forest Grove, Blackwood River en Wooditjup.
Witchcliffe is bekend voor de omliggende grotten:
- Witchcliffe Cave nabij Devil’s Pool kreeg haar naam vermoedelijk van de familie Bussell. Het dorp werd naar deze grot vernoemd.
- Green Cave ligt nabij de Boranup kampeerplaats. In de nabijheid vindt men eveneens de Dingo, Nannup, Strong’s, Crystal en Arumvale grotten.
- Strong’s Cave  bevat een riviertje.
- Dingo Cave maakte deel uit van Green Cave tot er zich een instorting voordeed.
- Arumvale Cave ligt 75 meter onder de grond en is moeilijk bereikbaar.
- Devil’s Lair bevat aboriginesrotstekeningen. Er werden menselijke overblijfselen die 12.000 jaar oud zijn en resten van een Tasmaanse duivel gevonden.
- Bride Cave is een populaire plaats om aan abseilen te doen. Een vergunning is nodig.
- Milligan’s Cave mag enkel met gids betreden worden. De grot staat bekend om de verkalkte boomwortels die men er aantreft.
- Wallcliffe Cave werd in 1870 zo genoemd door Grace Bussell en ligt achteraan de Wallcliffe Homestead. De grot werd bezocht door vandalen die graffiti achterlieten.
- Blackboy Hollow Cave werd vernoemd naar de Xanthorrhoea die er rondom groeien en in Australië ook wel 'Blackboy's' worden genoemd. Vergunning verplicht.
- Beenup Cave is een 300 meter lange grot die in 1975 werd ontdekt. In de nabijheid liggen nog twee grotten: Rainbow en Foxhole.

De Witchcliffe-grotten zijn geen toeristische grotten. Men wordt er vuil, moet kunnen klimmen en abseilen en heeft dikwijls vergunningen nodig. De toeristische grotten liggen rond Margaret River.

## Ligging
Witchcliffe ligt langs de Bussell Highway, 286 kilometer ten zuiden van de West-Australische hoofdstad Perth, 41 kilometer ten noorden van Augusta en 9 kilometer ten zuiden van Margaret River.

## Klimaat
Witchcliffe kent een gematigd mediterraan klimaat, Csb volgens de klimaatclassificatie van Köppen.
| Maand                                  | jan  | feb  | mrt  | apr  | mei   | jun   | jul   | aug   | sep   | okt  | nov  | dec  | Jaar  |
| -------------------------------------- | ---- | ---- | ---- | ---- | ----- | ----- | ----- | ----- | ----- | ---- | ---- | ---- | ----- |
| Gemiddeld maximum (°C)                 | 26,5 | 27,1 | 25,6 | 22,5 | 19,8  | 17,5  | 16,4  | 16,7  | 17,4  | 19,6 | 22,8 | 24,7 | 21,4  |
| Gemiddeld minimum (°C)                 | 13,9 | 14,4 | 13,2 | 11,1 | 9,7   | 8,8   | 8,2   | 8,2   | 8,6   | 9,4  | 10,9 | 12,4 | 10,7  |
|                                        |      |      |      |      |       |       |       |       |       |      |      |      |       |
| Neerslag (mm)                          | 13,1 | 8,5  | 26,3 | 61,9 | 132,4 | 176,2 | 189,9 | 157,4 | 110,7 | 62,0 | 33,3 | 18,6 | 990,3 |
| Regendagen (dag)                       | 1,7  | 2,3  | 4,1  | 8,0  | 12,0  | 15,9  | 18,8  | 16,8  | 15,0  | 9,6  | 5,9  | 3,2  | 113,3 |
| Relatieve luchtvochtigheid (%)         | 50   | 48   | 50   | 57   | 62    | 67    | 67    | 65    | 64    | 61   | 55   | 52   | 58,2  |
| Bron: Australian Bureau of Meteorology |      |      |      |      |       |       |       |       |       |      |      |      |       |